# Herr der Diebe
Herr der Diebe ist ein Jugendroman der deutschen Autorin Cornelia Funke, der 2000 im Dressler Verlag mit Illustrationen der Autorin erschien und vielfach ausgezeichnet wurde. 2018 erschien eine von Maximilian Meinzold illustrierte Neuauflage.

## Inhalt
Die beiden Brüder Bonifazius (Bo) und Prosper flüchten nach dem Tod ihrer alleinerziehenden Mutter nach Venedig (Italien), um ihrer Tante Esther und ihrem Mann zu entwischen. Diese wollen Bo bei sich aufnehmen, Prosper jedoch in ein Internat schicken, sodass die Brüder voneinander getrennt worden wären.
Der Privatdetektiv Victor Getz hat von der Tante der beiden den Auftrag bekommen, Bonifazius zu suchen und zu seiner Tante zurückzubringen.
Bo und Prosper (Spitzname Prop) haben sich inzwischen mit einer kleinen Bande junger Diebe angefreundet, die in einem alten Kino lebt. Zu dieser gehören Wespe (mit echtem Namen Caterina), Mosca und Riccio. Angeführt wird die Bande von einem Jungen, der sich „Herr der Diebe“ nennt, aber eigentlich Scipio heißt (nur Bo darf ihn Scip nennen) und der Sohn eines reichen Venezianers (Dottor Massimo) ist. Scipio stiehlt Sachen aus seinem Elternhaus und gibt sie seiner Truppe. Diese weiß das aber nicht und denkt, dass Scipio einfach nur gut stehlen kann. Wenn Scipio mal wieder von einem Beutezug kommt, soll die Bande das Diebesgut dann zu einem möglichst guten Preis an den Hehler Ernesto Barbarossa (genannt Rotbart) verkaufen. 
Über Barbarossa erhält Scipio, der Herr der Diebe, einen besonderen und gut bezahlten Auftrag. Er soll einen hölzernen Flügel aus einem Haus stehlen. Der Auftraggeber ist ein Mann, der seinen Namen nicht offenbaren will und sich mit Conte (Graf) anreden lässt.
Auf der Suche nach den Kindern kommt Victor auch in das Haus von Dottor Massimo und sieht, dass Scipio der Sohn Dottor Massimos ist. Als er dann die anderen Kinder im Kino entdeckt, wird er von ihnen gefangen genommen. Er freundet sich mit ihnen an und erzählt ihnen, was er über Scipio herausgefunden hat. Er berichtet den Kindern von seiner Vermutung, dass Scipio die angeblich in spektakulären Einbrüchen gestohlenen Gegenstände wahrscheinlich nur aus dem Haus seines Vaters gestohlen hat. Die Kinder, besonders Riccio, glauben ihm nicht, wollen sich aber trotzdem selbst überzeugen. Als sich herausstellt, dass Scipio tatsächlich der Sohn von Dottor Massimo ist, sind die Kinder wütend auf ihn und beschließen, den Flügel alleine zu stehlen.
Victor kann inzwischen das Schloss seines Gefängnisses (das Männerklo) aufbrechen und entflieht. Er zögert es lange hinaus, Esther zu berichten, dass er die Kinder gefunden hat. Er erzählt ihr eine Lüge, doch die Tante glaubt ihm nicht. Sie hat Plakate aufhängen lassen und nimmt die Sache selbst in die Hand.
Während Prosper mit Bo im Kino warten will, wollen Wespe, Riccio und Mosca den Löwenflügel stehlen. Sobald die beiden Brüder eingeschlafen sind, machen sich die anderen fertig und gehen los, aber Bo wird wach und will beim Einbruch dabei sein, deshalb nehmen Wespe, Riccio und Mosca Bo mit, Prosper bleibt jedoch alleine im Kino. Als Prosper aufwacht, bemerkt er das Fehlen seines Bruders und folgt den anderen. Doch im Haus stoßen sie auf Scipio, der den Flügel auch stehlen wollte. Sie machen dabei einen solchen Lärm, dass sie die Besitzerin des Hauses und des Flügels Ida Spavento auf sich aufmerksam machen. Diese erzählt ihnen, was es mit dem Flügel auf sich hat und aus welchem Grund der Auftraggeber bereit ist, so viel Geld zu zahlen. Der Flügel gehört zu einem Löwen, der auf einem Karussell steht. Auf diesem Karussell stehen fünf Holzfiguren: der geflügelte Löwe, ein Seepferd, ein Wassermann, eine Meerjungfrau und ein Einhorn. Jeder, der auf diesem Karussell fährt, wird jünger, bzw. älter. Und das Karussell dreht sich nur, wenn es vollständig ist. Jenes Karussell gehörte den Barmherzigen Schwestern, den Betreiberinnen eines Waisenhauses, in dem auch Ida aufwuchs. Die Kinder verbünden sich mit Ida und wollen herausfinden, wo sich das Karussell befindet, für das der Conte den Flügel haben will. Sie wollen also zusammen nach der Übergabe des Flügels den Conte verfolgen.
Während Wespe Bo aus seinem Lieblingsbuch vorliest, machen sich die anderen auf zur Übergabe des Flügels. Nach der Übergabe des Flügels an den Conte, nehmen die Kinder zusammen mit Ida die Verfolgung auf. Sie sehen, dass der Flügel vom Conte auf die Isola Segreta gebracht wird, eine Insel, über die unheimliche Geschichten erzählt werden. Sie versuchen, sich der Insel zu nähern. Allerdings hören sie schon von weitem lautes Hundegebell und außerdem wird auf sie geschossen, als sie der Insel näher kommen. Also fliehen sie. 
Doch als die Kinder ins Kino zurückkehren, sind Wespe und Bo verschwunden. Prosper, Riccio und Mosca gehen zu Victor und erfahren, dass das Geld falsch ist. Wespe ist im Waisenhaus der Barmherzigen Schwestern und Bo bei seiner Tante, wo er sich so unanständig aufführt, dass Esther davon überzeugt ist, dass er kein kleiner süßer Engel ist. Wespe wird inzwischen von Victor und Ida aus dem Waisenhaus geholt. 
Etwas später fahren Scipio und Prosper noch einmal zur Isola Segreta. Diesmal schaffen sie es, von hinten über eine Mauer zu klettern und auf die Insel zu kommen. Doch sie werden von Barbarossa verfolgt, der auch auf die Insel kommt.
Nach einigen Schwierigkeiten reitet Scipio auf dem Karussell und wird zum Erwachsenen. Prosper traut sich nicht, ihm zu sagen, dass er wie sein Vater aussieht. Kurz darauf erscheint auch Barbarossa bei dem Karussell und setzt sich ebenfalls darauf. Er springt allerdings zu spät ab und kommt als kleiner Junge von kaum fünf Jahren wieder herunter. Beim Absteigen bricht Barbarossa einen Flügel des Löwen ab. Durch das Zersplittern des Flügels wird das Karussell für immer unbrauchbar.
Währenddessen wird Victor von Esther Hartlieb darüber informiert, dass Bo noch einmal weggelaufen ist. Sie ist nicht bereit, ihn wieder aufzunehmen. Sie bekommt nun den kleinen, süßen Barbarossa. Da dieser sich aber schlimm benimmt, kommt er nach einem halben Jahr ins Internat. Dort nennt er sich „Der Herr der Diebe“.
Prosper, Bo und Wespe bleiben bei Ida. Sie können ihr vertrauen und fühlen sich bei ihr sicher. Mosca und Riccio suchen sich ein leerstehendes Lagerhaus. Mosca sucht sich Arbeit bei einem Lagunenfischer, aber Riccio stiehlt weiterhin. Scipio, der ehemalige Herr der Diebe, mietet sich ein Hotelzimmer und geht danach bei Victor als Detektiv in die Lehre. Scipio und Victor halten Kontakt zu Prosper, Bo, Wespe, Riccio, Mosca und Ida.

## Auszeichnungen
- Nominiert für den Deutschen Jugendliteraturpreis
- Zürcher Kinderbuchpreis La vache qui lit
- Kalbacher Klapperschlange
- Preis der Jury der Jungen Leser, Wien
- Die Bremer Besten
- Kinder- und Jugendbuchliste SR/Radio Bremen
- Corine – Internationaler Buchpreis, 2003
- Zilveren Griffel

## Film
Am 18. Dezember 2006 feierte der gleichnamige Film im Streit’s Filmtheater in Hamburg Weltpremiere. Regisseur und Produzenten war Richard Claus, der zusammen mit Daniel Musgrave das Drehbuch schrieb. In den Hauptrollen spielen Rollo Weeks, Aaron Taylor Johnson, Jasper Harris, Caroline Goodall, George MacKay und Jim Carter.

## Hörbuch
Der Roman ist auch als Hörbuch, gelesen von Rainer Strecker, bei Jumbo Neue Medien & Verlag erschienen und platzierte sich auf der hr2-Hörbuchbestenliste.

## Hörspiel
- 2014: Herr der Diebe als Hörspiel, Bearbeitung und Regie: Robert Schoen, Musik: B. Deutung, Produktion: SWR/NDR.[3]

## Bühnenfassungen
- Die Bühnenbearbeitung von Wolfgang Adenberg[4] wurde 2005 am Jungen Theater Bonn uraufgeführt.
- Brigitte Helbling schrieb eine Bühnenfassung für Kinder ab acht Jahren, die 2017 im Staatsschauspiel Dresden mit Musik von Felix Huber Premiere feierte.[5]